# Фолькстеатер (станція метро)
48°12′18″ пн. ш. 16°21′30″ сх. д. / 48.205° пн. ш. 16.3583° сх. д.
«Фолькстеатер» (нім. Volkstheater) — станція Віденського метрополітену, розміщена на лінії U2 між станціями «Ратгаус» і «Музеумсквартір» та на лінії U3 між станціями «Нойбау-гассе» і «Геррен-гассе». Відкрита 30 серпня 1980 року (до цього з 1966 року діяла як станція швидкісного трамвая «Бург-гассе») на лінії U2 і 6 квітня 1991 року на лінії U3 у складі дільниці «Ердберг» — «Фолькстеатер». Станція лінії U2 з травня 2021 року по грудень 2024 року була закрита на реконструкцію у зв'язку з планованим відкриттям лінії U5, до якої має відійти станція.
Розташована на межі 1-го (Іннере-Штадт) і 7-го (Нойбау) районів Відня, біля Фолькстеатру.